# Testorf-Steinfort
Testorf-Steinfort är en kommun i Landkreis Nordwestmecklenburg i förbundslandet Mecklenburg-Vorpommern i Tyskland.
Kommunen ingår i kommunalförbundet Amt Grevesmühlen-Land tillsammans med kommunerna Bernstorf, Gägelow, Roggenstorf, Rüting, Stepenitztal, Upahl och Warnow.